# Вільямсон (Нью-Йорк)
Вільямсон (англ. Williamson) — місто (англ. town) в США, в окрузі Вейн штату Нью-Йорк. Населення — 6860 осіб (2020).

## Демографія
Згідно з переписом 2010 року, у місті мешкали 6984 особи в 2773 домогосподарствах у складі 1980 родин. Було 3121 помешкання
Расовий склад населення:
| - 92,4 % — білих - 3,3 % — чорних або афроамериканців - 0,4 % — корінних американців - 0,4 % — азіатів - 1,8 % — осіб інших рас |

До двох чи більше рас належало 1,8 %. Частка іспаномовних становила 3,9 % від усіх жителів.
За віковим діапазоном населення розподілялося таким чином: 23,3 % — особи молодші 18 років, 60,7 % — особи у віці 18—64 років, 16,0 % — особи у віці 65 років та старші. Медіана віку мешканця становила 43,1 року. На 100 осіб жіночої статі у місті припадало 100,0 чоловіків;  на 100 жінок у віці від 18 років та старших — 96,4 чоловіків також старших 18 років.
Середній дохід на одне домашнє господарство  становив 73 648 доларів США (медіана — 58 977), а середній дохід на одну сім'ю — 88 499 доларів (медіана — 73 229). Медіана доходів становила 49 737 доларів для чоловіків та 40 128 доларів для жінок. За межею бідності перебувало 9,1 % осіб, у тому числі 12,0 % дітей у віці до 18 років та 10,8 % осіб у віці 65 років та старших.
Цивільне працевлаштоване населення становило 3263 особи. Основні галузі зайнятості: освіта, охорона здоров'я та соціальна допомога — 24,3 %, виробництво — 17,4 %, роздрібна торгівля — 8,3 %, будівництво — 7,6 %.